# Paul Sutermeister

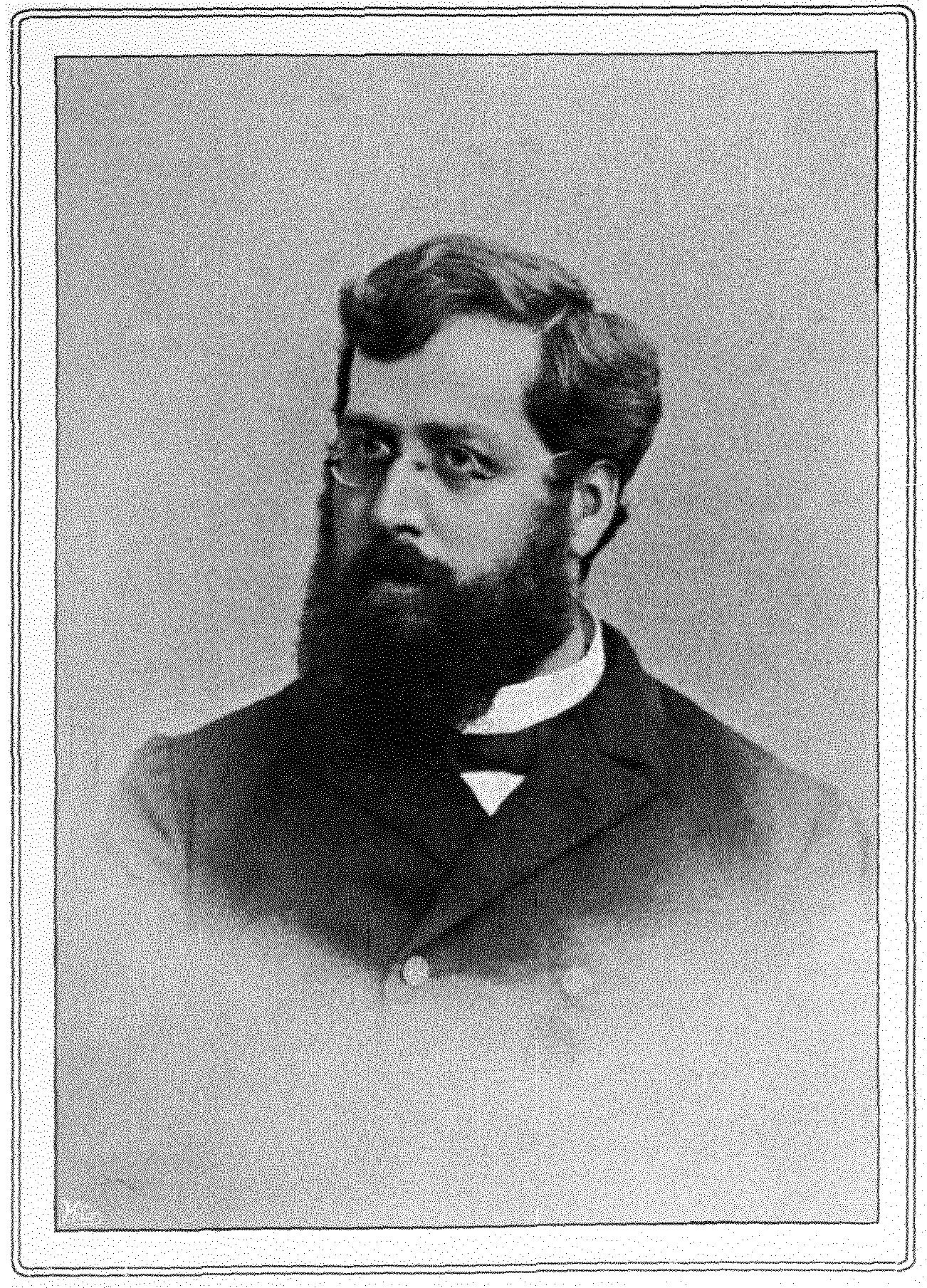
Paul Sutermeister

Paul Sutermeister (* 6. Juni 1864 in Küsnacht; † 2. Februar 1905 in Bern) war ein Schweizer reformierter Pfarrer, Schriftsteller und Redaktor des Berner Tagblatts.

## Leben

### Jugend
Paul Sutermeister war ein Sohn von Otto Sutermeister. Seine Geschwister waren  Eugen, Werner, Friedrich, Walter und Emilie (1858–1922) die später Friedrich Mühlberg heiratete. Sutermeister besuchte das Gymnasium in Bern und studierte Theologie an den Universitäten Basel und Göttingen. Während seines Studiums in Göttingen wurde er Mitglied der Akademischen Theologischen Verbindung Thuringia.

### Pfarrer

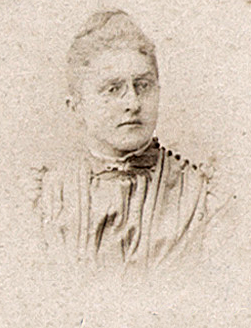
Mathilde Fontannaz, Sutermeisters Ehepartnerin

Im Appenzellerland trat er seine Predigt an. 1898 veröffentlichte er eine Biografie von Meta Heusser-Schweizer, eine Schrift über die Mission Romande und der pamphletische Roman Der Dorfkaiser. «Seine Volksschrift ‹Der Dorfkaiser›, worin er den Lotterieteufel und die gewissenlose Ausbeutung der Schwachen des Volkes durch Dorfmagnaten mit Schärfe geißelte […] kostete ihn seine Stelle als Pfarrer in Walzenhausen und führte ihn so der Tätigkeit in der Tagespresse zu.»

„Nachdem Kanzelreden und Gespräche erfolglos geblieben waren, verfasste Pfarrer Sutermeister die Schrift ‹Der Dorfkaiser›, die Anfang 1898 im bekannten Verlag ‹Guter Schriften› erschien. Obwohl anonym geblieben, eruierte die Einwohnerschaft rasch ihren Pfarrer als Urheber. Bald war auch klar, dass mit «Hubelwies» Walzenhausen und mit ‹Hinterforst› der Bezirk Lachen gemeint waren. Und dass die halbe Schweiz mit den Fingern spöttisch auf das dem verwerflichen Lotteriespiel verfallene Walzenhausen zeigte, wurde als grosse Schmach empfunden.“

«Als ‹Kaiser› wurden unter anderem Angehörige der in der Stickereibranche tätigen Familie Rohner vermutet. Auf jeden Fall verzichtete der 1893 von der Landsgemeinde in den Regierungsrat gewählte Titus Rohner […] im Jahre 1899 überraschend auf eine Wiederwahl.»

### Redaktor
In der Folge zog Sutermeister vom Appenzellischen ins Bernische. Dort kam er als Auslandsredakteur zum Berner Tagblatt, «redigierte dessen Samstagsbeilage ‚Berner Heim‘ und besorgte die Berichterstattung aus Konzerten und Vereinen.» Einige Zeit führte er «die Redaktion der Wochenschrift ‚‹Fürs Schweizerhaus›» und dann die Redaktion «des in Basel erscheinenden christlichen Unterhaltungsblattes ‹Fürs Heim›.»
Sutermeister war mit Mathilde Fontannaz verheiratet; 1905 starb er an einer Lungenentzündung. In seinem Nachruf im Berner Bund steht über seine schriftstellerische Tätigkeit: «Als Schriftsteller legte Sutermeister eine verständnisvolle und innige Auffassung unseres Volkslebens an den Tag, dessen Schattenseiten er nicht übersah.» Sein Sohn Paul Oswald (1902–1969) wanderte nach Sylvan Lake (Alberta), Kanada, aus.

## Schriften (Auswahl)
- Der Dorfkaiser. Vollmann, Zürich 1898 (Verein für Verbreitung guter Schriften, Zürich. Bd. 29). ISBN 978-3-226-00188-4
- Ein Vierteljahrhundert Missionsarbeit im südlichen Afrika: Züge aus der Mission Romande. Georg Bridel, Lausanne 1898.
- Meta Heusser-Schweizer: Lebensbild einer christlichen Dichterin. Basel 1898 (Reben am Weinstock. Bd. 8). ISBN 978-3-226-00872-2
- Burenfrauen: Épisode aus dem Burenkriege. Freie Übertragung eines Dramas von Virgile Rossel. Buchdruckerei des Berner Tagblatts, Bern 1901. ISBN 978-3-226-00938-5